# Power Stone 2
Pour les articles homonymes, voir Power Stone (homonymie).
Power Stone 2 est un jeu vidéo de combat développé et édité par Capcom en 1999 sur système d'arcade Naomi. C'est la suite de Power Stone, sortie en 1999 sur Dreamcast. Il a été porté sur Dreamcast, puis sur PlayStation Portable en 2006,.

## Personnages
Pride(personnage caché)
Mel(personnage caché)
Ayame
Falcon(fokker)
Accel
Jack
Julia
Pete
Galuda
Rouge
Wang-tang
Gourmand
Ryoma
Gunrock